# Сеньора-да-Сауде (Эвора)
Сеньора-да-Сауде (порт.  Senhora da Saúde) - фрегезия (район) в муниципалитете Эвора  округа Эвора в Португалии. Территория – 34,03 км². Население – 9415 жителей. Плотность населения – 276,7 чел/км².